# Schinderhannes
Schinderhannes bartelsi es un anomalocarídido conocido a partir de un espécimen de las Pizarras de Hunsrück (Alemania) del Devónico Inferior. Su descubrimiento fue sorprendente porque con anterioridad, los anomalocarídidos sólo se habían conocido de fósiles del Cámbrico, 100 millones de años antes.
Los anomalocarídidos, como Anomalocaris, guardan relación con los artrópodos, aunque son muy diferentes a cualquier organismo actual, tenían un exoesqueleto segmentado con lóbulos laterales utilizadas para nadar, grandes ojos compuestos, y un par de grandes garras que se asemejan a la cola de una gamba.

## Descubrimiento
El único espécimen fue descubierto en la cantera Bocksberg-Eschenbach en Bundenbach, y lleva el nombre del bandido Schinderhannes que frecuentaba la zona. Su epíteto específico, bartelsi honra a Christoph Bartels, un experto en las pizarras de Hunsrück. La muestra se conserva en el Natur-Historisches Museum.

## Morfología
Schinderhannes mide unos 10 cm de largo; al igual que otros anomalocarídidos, lleva un par de apéndices grandes (muy similares a los de Hurdia), una boca radial en forma de rodaja de piña, y grandes ojos compuestos. Tienen 12 segmentos corporales; grandes lóbulos sobresales del 11º segmento y justo tras la cabeza.

## Ecología
El organismo claramente nadaba, y se propulsaría con los lóbulos del 11º segmento. Estos lóbulos derivaron presumiblemente de los lóbulos laterales de los  anomalocarídidos cámbricos.